# Jurij Lutsenko
Jurij Vitalijovytj Lutsenko (ukrainska: Юрій Віталійович Луценко), född 1964, är en ukrainsk politiker och statsman. Han deltog aktivt i den orangea revolutionen 2004 och har haft ministerposter i flera ministärer. Under 2010–2013 var han internerad och dömd för maktmissbruk, efter en rättegång som en del setts som politiskt motiverad.

## Biografi

### Bakgrund
Jurij Lutsenko föddes 14 december 1964 i Rovno, Rovno oblast, Ukrainska SSR, Sovjetunionen. Han växte upp i Rovno i västra Ukraina, där fadern Vitalij Lutsenko var sekreterare i det kommunistiska partiets organisation i Rovno oblast (Obkom) 1966–1986. Efter studier vid Lvovs polytekniska institut arbetade Lutsenko 1989–1994 som chefskonstruktör vid företaget "Gazotron" i Rivne. 
Lutsenko blev år 1991 medlem i det ukrainska socialistpartiet (Соціалістична партія України). År 1994 blev han vald till medlem av Rivnes länsråd (den folkvalda församlingen i Rivne oblast). 1996 blev han vald till ordförande i Rivnes länsråds ekonomiska kommitté.

### Politisk karriär 1997–2006
Från september 1997 till september 1998 var han vice minister vid ukrainska ministeriet för vetenskap och teknologi. Från september 1998 till april 1999 var han rådgivare till Ukrainas premiärminister Valerij Pustovojtenko. Från april 1999 till april 2002 var han rådgivare till ordföranden i det ukrainska socialistpartiet: Oleksandr Moroz. Lutsenko var 1996-1998 också partisekreterare i det ukrainska socialistpartiet. 
Han blev år 2000 mer allmänt känd i Ukraina som en av ledarna av organisationen "Ukraina utan Kutjma" (Україна без Кучми). I april 2002 blev han också vald till medlem av det ukrainska parlamentet. Han spelade sedan en stor roll i organiserandet av den orangea revolutionen under senhösten 2004. Han blev därefter i början av år 2005 utsedd till inrikesminister i den nybildade regeringen under Julia Tymosjenko. Han stannade sedan kvar på sin post även under premiärminister Jurij Jechanurov och till en början också i premiärminister Viktor Janukovytjs regering. Den 1 december 2006 blev han avsatt av parlamentet.

### 2006–2010
Sommaren 2006 lämnade Lutsenko det ukrainska socialistpartiet efter att dess ledare Oleksandr Moroz bytt sida och bildat koalition med Regionernas parti och Ukrainas kommunistiska parti. Lutsenko bildade efter att han lämnat regeringen en folkrörelse kallad "Folkets självförsvar" (Народна Самооборона). Denna folkrörelse bildade i april 2007 ett politiskt block med samma namn. Under sommaren 2007 gick detta politiska block samman med flera andra partier och bildade blocket "Vårt Ukraina - Folkets självförsvar" (Наша Україна – Народна Самооборона) där Jurij blev vald till ordförande och förstanamn på blockets valsedel till parlamentsvalet den 30 september 2007. Valblocket fick 14,15 % av rösterna och 72 mandat i parlamentet (Verchovna Rada).

### 2010–
13 december 2010 åtalades Lutsenko för maktmissbruk och förfalskning av Ukrainas statsåklagare Viktor Psjonka. 27 februari 2012 dömdes han till fyra års fängelse för förskingring och maktmissbruk. Från 26 december 2010 hölls han fången i Lukjanivskafängelset. Han frigavs 7 april 2013, efter att president Viktor Janukovytj på grund av hälsoskäl benådat honom (samt en meddömd). Lutsenko och hans politiska allierade anser att domen mot honom var en form av politisk förföljelse från Janukovytjregimen.
Lutsenko utropade proteströrelsen som en ny "revolution" med argumentet att presidenten Janukovytj har förlorat folkets förtroende och måste avgå.